# Военные награды США

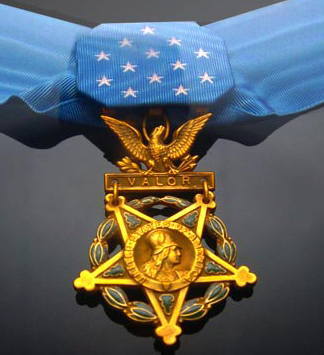
Высшая военная награда США — Медаль Почёта (вариант Армии США)

Вое́нные награ́ды США присуждаются американским военнослужащим за совершённые ими подвиги, за заслуги во время выполнения боевых задач, за безупречную службу в вооружённых силах. Помимо военнослужащих, военные награды США могут в ряде случаев получать гражданские лица. Американскими военными наградами, как правило, награждаются граждане США, также существует практика награждения иностранных граждан.
Военные награды США делятся на федеральные награды и на награды видов вооружённых сил.
Характерной чертой системы военных наград США является их деление на персональные награды и на коллективные награды подразделений, знаки которых носятся всеми (или многими) военнослужащими подразделения, награждённого коллективной наградой подразделения.
Знаки американских военных наград могут иметь различный внешний вид: могут представлять собой медаль, крест, ленту и т. п. Наградные знаки, имеющие форму медалей (крестов), могут существовать в виде двух вариантов: полноразмерного наградного знака и миниатюрного наградного знака, а также иметь эквивалент в виде планки, обтянутой лентой награды. В то же время имеются награды, существующие только в виде лент (планок) и не имеющие эквивалентов в виде медалей.
Для наград установлена система старшинства, которая определяет порядок взаимного расположения наград при ношении. Высшей военной наградой США является Медаль Почёта.

## Виды и категории военных наград США

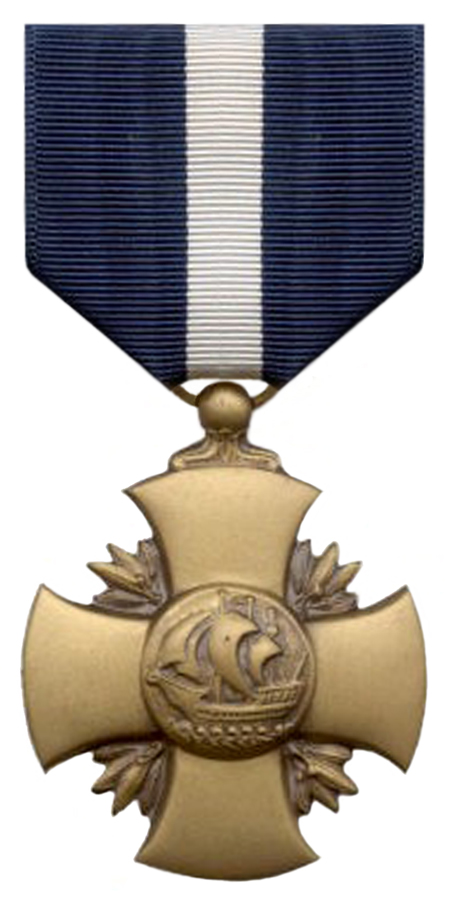
Военно-морской крест (Navy Cross)

Документ Армии США , Армейское руководство AR 600-8-22, устанавливает следующие категории наград (англ. Awards):
- награды (англ. Decorations);
- медали за безупречную службу (англ. Good Conduct Medals);
- медали кампаний и памятные медали (англ. Campaign and Service Medals);
- наградные ленты за службу и обучение (англ. Service and Training Ribbons);
- нагрудные знаки и нарукавные нашивки(англ. Badges and Tabs);
- благодарности и грамоты (англ. Letters and Certificates), в ряде случаев имеют знак награды.

Аналогичные категории наград предусматриваются регламентирующими документами других видов Вооруженных сил США.
Для общего обозначения предметов, свидетельствующих о тех или иных заслугах в регламентирующих документах Вооруженных сил США¸ а также в повседневном обиходе, используется термин «англ. Award / Awards», обычно переводимый на русский язык словом «награда / награды». Термин «англ. Decorations» может быть употреблён как синонимичный термину «англ. Awards». В приведённом выше списке категорий наград термин «англ. Decorations» примерно соответствует русскому понятию «ордена и медали». Однако следует обратить внимание, что в США не существует принятого в России деления наград на ордена и медали, при котором медаль по своему уровню считается ниже ордена.

### Награды видов Вооружённых сил США

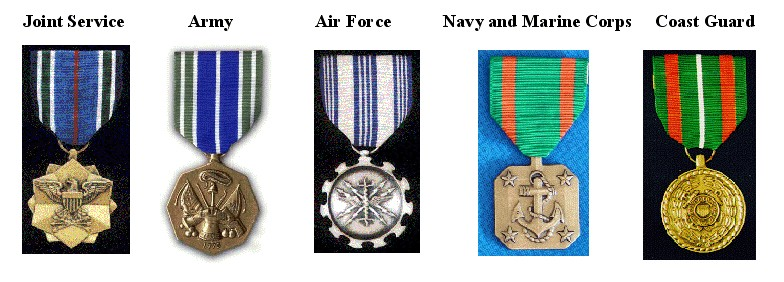
Медаль «За достижения» Объединённого командования (слева) и медали «За достижения» родов вооружённых сил.

В соответствии с делением Вооруженных сил США на виды существует следующие виды (категории) наград:
- федеральные военные награды США;
- награды Армии США;
- награды Военно-морского министерства США, в подчинении которого находятся Военно-морские силы США и Корпус морской пехоты США (англ. Military awards of the United States Department of the Navy)
- награды Военно-воздушных сил США
- награды Береговой охраны США

Награда рода вооруженных сил может иметь аналоги (эквиваленты) среди наград других родов вооруженных сил, а также аналогичную Объединённого командования. Так существует медаль «За достижения» Объединённого командования и медали «За достижения» Армии США, ВМС США, Корпуса морской пехоты США, ВВС США и Береговой охраны США. Солдатская медаль Армии США имеет эквиваленты среди наград других родов вооруженных сил: Медаль Военно-морских сил и Корпуса морской пехоты, Авиационную медаль (награда Военно-воздушных сил США) и Медаль Береговой охраны. Также в системе военных наград США существуют другие эквивалентные награды.

### Персональные и коллективные награды

Лента-вымпел, носимая на знамени части ВМС США, награждённой коллективной наградой — Благодарностью Президента США

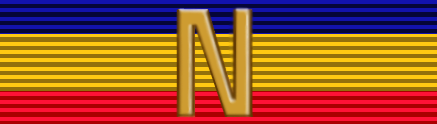
Планка коллективной награды — Благодарности Президента США (ВМС) с дополнительным знаком — литерой N

Военные награды США подразделяются на:
- персональные награды (англ.  Individual Decorations)
- коллективные награды подразделений (англ.  Unit Awards)

Принцип награждения персональными наградами аналогичен принципу награждения отдельных лиц, действующему в России и во многих других странах: персональные награды вручаются конкретному лицам за его личные заслуги.
Получателем коллективной награды является подразделение. Знак коллективной награды подразделения укрепляется на знамени воинской части, а также носится отдельными военнослужащими. Различные награды подразделений имеют различный порядок предоставления права ношения знака награды: знаки некоторых наград носятся только военнослужащими, принимавшими участие в событиях, за которые подразделение получило награду; знаки других наград могут носиться большинством военнослужащих, проходящих службу в данной части, но только во время службы в награждённом подразделении и т. п.
В советской и российской системах наград некоторым аналогом американских наград подразделений является почётное гвардейское наименование, присваиваемое частям и соединениям, при этом военнослужащие, проходящие службу в гвардейских частях, имеют право на ношение знака «Гвардия».
Персональные и коллективные награды образуют единую систему старшинства наград, определяющую положение знака конкретной награды (персональной или награды подразделения) при совместном ношении нескольких наград.

### Знаки военных наград США

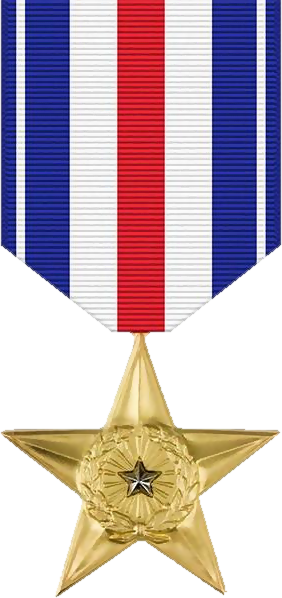
Серебряная звезда (Silver Star)

Военные награды США имеют следующие знаки, носимые отдельными военнослужащими:
- медаль (англ. Medal), в том числе:
  - медаль на шейной ленте — Медаль Почёта
  - звезда (англ. Star);
  - крест (англ. Cross)
- планка, обтянутая лентой награды (англ. Ribbon — лента, также англ.  Ribbon Bar)
- нагрудный знак (англ. Badge)
- нашивка (англ. Tab)

На индивидуальный знак награды (медаль, планку) может прикрепляться дополнительный знак (англ. Appurtenance, Attachment, Device), обозначающий повторное награждение данной наградой (дубовые листья, цифры и др.) или особый героизм, проявленный награждённым (бронзовая литера V), знаки, указывающие на особо выдающееся событие, связанное с награждением.
В качестве знака коллективной награды подразделения, носимого на знамени части, используется лента-вымпел (англ. Streamer).
Медали США имеют различную форму: форму правильного круга, многоугольника, круга или многоугольника с дополнительными элементами, звезды или креста. Собственно медаль, звезда или крест крепятся к колодке, обтянутой лентой награды, колодка может иметь форму прямоугольника, пятиугольника (один угол обращён вниз), шестиугольника (наиболее короткая сторона обращена вниз).
Как упоминалось выше, в США не существует принятого в России деления наград на ордена и медали, при котором медаль по своему уровню считается ниже ордена. Поэтому слова «звезда», «крест», «медаль», «лента», присутствующие в названиях наград, указывают лишь на форму, внешний вид знака награды, не являясь безусловным указанием на положение награды в системе старшинства наград. Планка, обтянутая лентой, может использоваться в качестве эквивалентного знака награды, основным знаком которой является медаль. В то же время многие награды существуют только в виде лент (планок), не имея знака в виде медали, причём награда в виде планки может быть старше награды-медали.

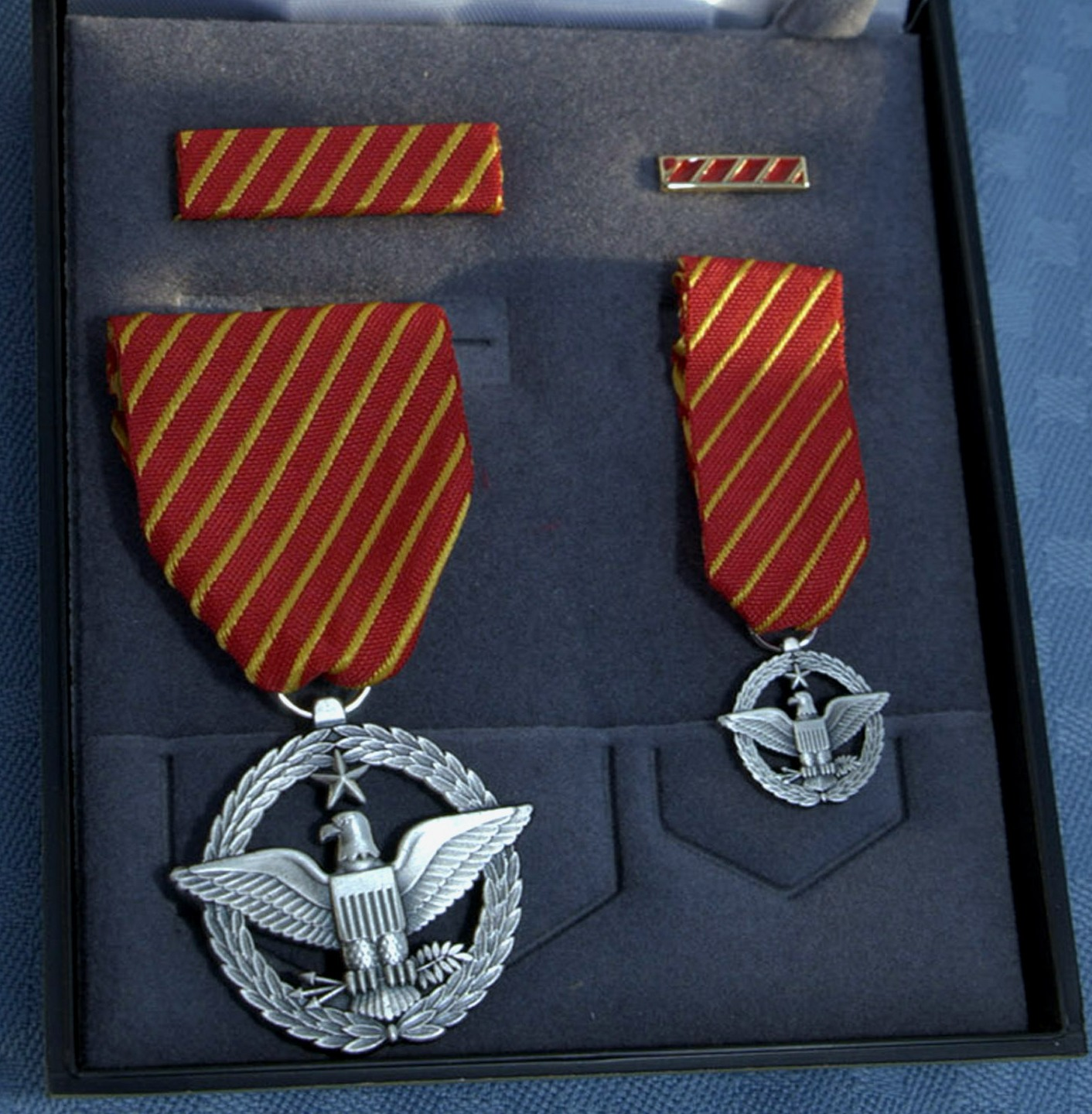
Боевая медаль ВВС: полноразмерная и миниатюрная медали, планка с лентой награды, значок с лентой награды

Медали имеют несколько эквивалентных знаков наград, каковыми являются:
- полноразмерная медаль (англ. Full-Size Medal);
- миниатюрная медаль (англ. Miniature Medal) — знак награды, уменьшенный до 1/2 величины полноразмерной медали;
- планка, обтянутая лентой награды (англ. Ribbon, Ribbon Bar).

Медаль Почёта миниатюрной копии не имеет.
Помимо планок, полноразмерных и миниатюрных медалей существуют миниатюрные розетки из лент наград (англ. Rosettes), миниатюрные эмалевые значки с изображением знака медали или ленты (англ. Lapel Buttons, Lapel Pins). Руководства видов Вооруженных сил США разрешают ношение таких изображений наград на гражданской одежде.

## Порядок старшинства
Порядок старшинства (англ. Order of Precedence) военных наград США определяет размещение наград при совместном ношении нескольких наград. Каждый из видов Вооружённых сил США устанавливает свой собственный порядок старшинства наград, который приводится в руководствах по ношению униформы соответствующего вида вооружённых сил.